# Frankrijk op het Eurovisiesongfestival 2017

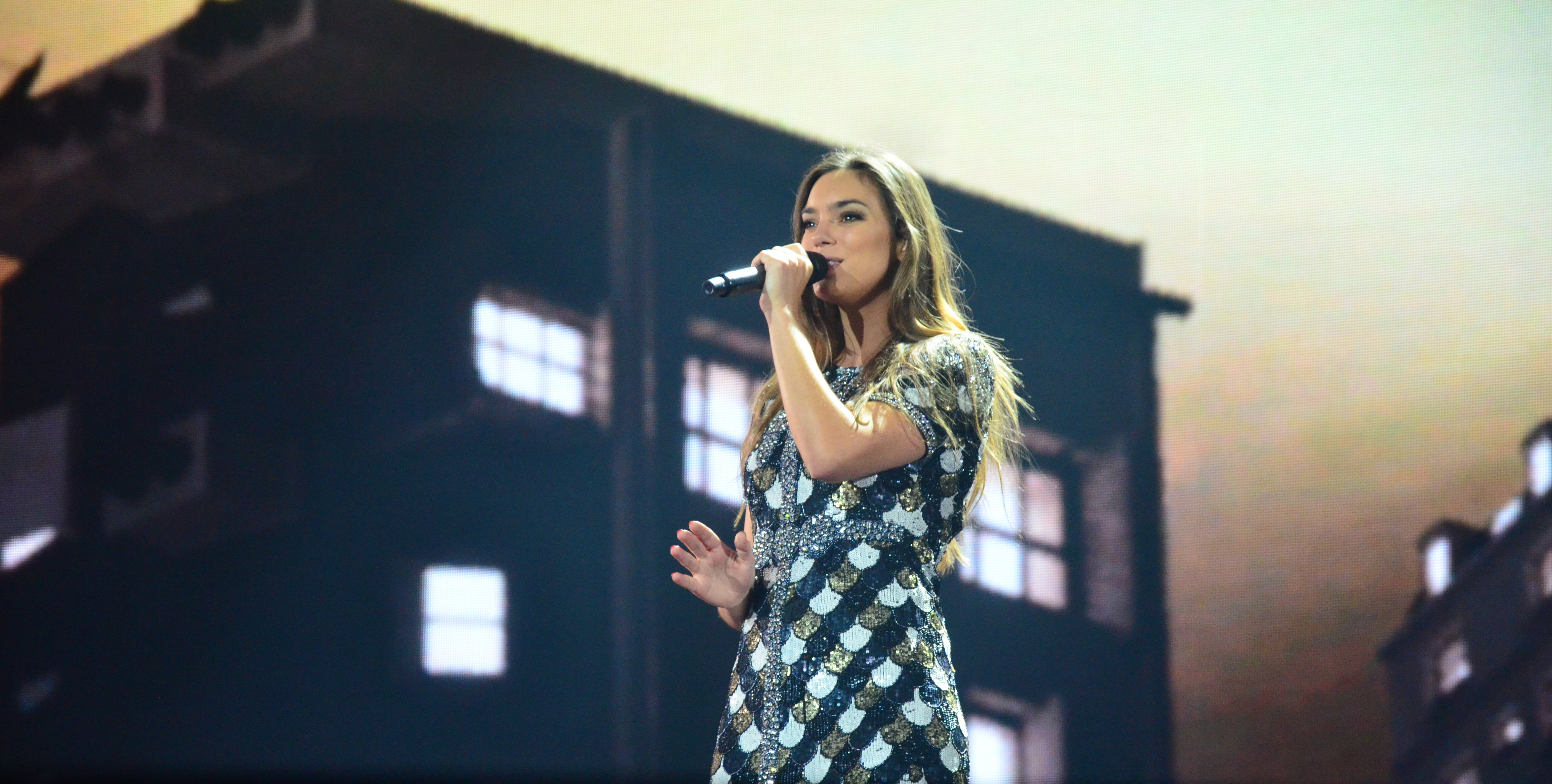
Alma tijdens de repetitie voor de tweede halve finale van het Eurovisiesongfestival 2017

Frankrijk nam deel aan het Eurovisiesongfestival 2017 in Kiev, Oekraïne. Het was de 60ste deelname van het land op het Eurovisiesongfestival. France 2 was verantwoordelijk voor de Franse bijdrage voor de editie van 2017.

## Selectieprocedure
Reeds op 17 mei 2016, amper enkele dagen na afloop van het Eurovisiesongfestival 2016, maakte France 2 bekend ook in 2017 te zullen deelnemen aan het Eurovisiesongfestival. Er werd voor gekozen de Franse act wederom intern te kiezen. Geïnteresseerden kregen van 13 september tot en met 30 november 2016 de kans om zich kandidaat te stellen voor deelname. De artiesten moesten Franstalig en tussen de 16 en 50 jaar oud zijn. De teksten van de nummers moesten voor minstens 80 % in het Frans zijn. De Franse inzending voor Kiev werd op 9 februari 2017 gepresenteerd. De Franse kleuren zullen verdedigd worden door Alma, met het nummer Requiem.

## In Kiev
Als lid van de vijf grote Eurovisielanden mocht Frankrijk rechtstreeks deelnemen aan de grote finale, op zaterdag 13 mei 2017. Daarin eindigde het land op de twaalfde plek, met 135 punten.

1956 · 1957 · 1958 · 1959 · 1960 · 1961 · 1962 · 1963 · 1964 · 1965 · 1966 · 1967 · 1968 · 1969 · 1970 · 1971 · 1972 · 1973 · 1974 · 1975 · 1976 · 1977 · 1978 · 1979 · 1980 · 1981 · 1982 · 1983 · 1984 · 1985 · 1986 · 1987 · 1988 · 1989 · 1990 · 1991 · 1992 · 1993 · 1994 · 1995 · 1996 · 1997 · 1998 · 1999 · 2000 · 2001 · 2002 · 2003 · 2004 · 2005 · 2006 · 2007 · 2008 · 2009 · 2010 · 2011 · 2012 · 2013 · 2014 · 2015 · 2016 · 2017 · 2018 · 2019 · 2020 · 2021 · 2022 · 2023 · 2024 · 2025
Albanië · Armenië · Australië · Azerbeidzjan · België · Bulgarije · Cyprus · Denemarken · Duitsland · Estland · Finland · Frankrijk · Georgië · Griekenland · Hongarije · Ierland · IJsland · Israël · Italië · Kroatië · Letland · Litouwen · Macedonië · Malta · Moldavië · Montenegro · Nederland · Noorwegen · Oekraïne · Oostenrijk · Polen · Portugal · Roemenië · San Marino · Servië · Slovenië · Spanje · Tsjechië · Verenigd Koninkrijk · Wit-Rusland · Zweden · Zwitserland